# 23 př. n. l.

## Hlavy států
- Římské impérium – Augustus (27 př. n. l. – 14)
- Parthská říše – Fraatés IV. (38 – 2 př. n. l.)
- Čína – Čcheng-ti (dynastie Západní Chan)